# Школа червоних старшин

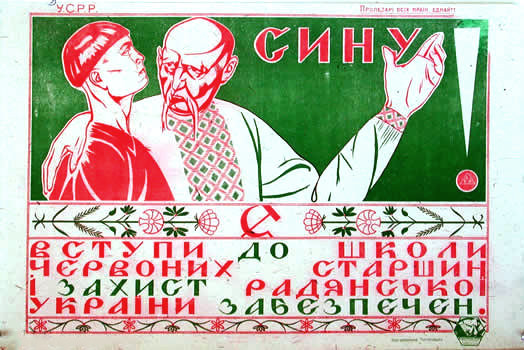
Плакат з агітацією до вступу в Школу червоних старшин, 1921 рік

Школа червоних старшин або школа червоних командирів — український народний (національний) військово-навчальний заклад для підготовки командних кадрів збройних сил Українського господарства (держави, республіки), народного, соціалістичного і радянського (УНР, УСРР) - Української Червоної Армії (УЧА), вона ж в деяких документах того часу Українська Радянська Армія (УРА) і Українська Повстанська Армія (УПА) червонокозачим корпусом (формування козаків-червонців) у її складі. Після того як було прийнято рішення включити Українську республіку до складу новоутвореної Країни Рад (СРСР) формування УЧА були переформовані у формування Червоної Армії Країни Рад.

## Історія
Школа створювалася у 1920 році як центральна з перспективою розгортання у мережу народних (національних) військових шкіл різних родів зброї та як передумова розбудови Української Червоної Армії (вона ж — Українська Радянська Армія, Українська Повстанська Армія в документах того часу).
Спочатку школа почала роботу в Харкові.
У 1921 році розпочала роботу Київська школа червоних старшин, проте упродовж жовтня 1922 року було проведене злиття обох закладів у так звану об'єднану школу червоних старшин, яка втратила статус центральної. З жовтня 1923 року мала назву «5-та Об'єднана школа червоних старшин», з кінця 1924 року — «Школа червоних старшин ім. ВУЦВК».
Упродовж 20-х — початку 30-х років школа зберігала переважно український склад, українську мову викладання, підготувала до 1 тисячі командних кадрів. Серед її викладачів були в тому числі колишні денікінці, а також військовики армій Української держави й УНР, які з тих чи інших причин перейшли на бік радянської влади повіривши обіцянкам ленінців, що їх не будуть чіпати і дадуть можливість працювати на благо молодої Української Республіки. На жаль більшість з них загинула у вирі репресій 1920х-1930х рр. У 1920 сюди був направлений на посаду ад'ютанта Данило Андрійович Буц
Після згортання політики українізації втратила національний статус, перетворившись на одну з інших звичайних шкіл.